# Zeerust (Den Haag)
Zeerust is een monumentaal huis en voormalige buitenplaats in Leidschenveen-Ypenburg, een stadsdeel van de Nederlandse stad Den Haag.

## Geschiedenis
Op de locatie van Zeerust werd in de 17e eeuw een boerderij gebouwd, mogelijk voorzien van een herenkamer waar de eigenaar kon verblijven tijdens zijn bezoek. In 1753 werd deze boerderij gekocht door Jan Schrader en hij liet de boerderij uitbouwen tot een buitenplaats met een classicistisch herenhuis.
De eigenaren Jan Schrader en Philippina Francina Prince lieten Zeerust in 1798 per openbare veiling verkopen. De nieuwe eigenaar werd Abram Veerman Senserff. Zijn weduwe Anna Jacoba Dumas verkocht in 1805 de buitenplaats aan George Frederik Alsche en diens echtgenote Anna Helena Wassenberg. Zij verkochten Zeerust al na een jaar door aan Daniël Jacob Heeneman, met uitzondering van 12 morgen weidegrond: die werd door het echtpaar in eigendom gehouden. Overigens werd contractueel vastgelegd dat deze weilanden nooit met bomen beplant mochten worden, zodat het vrije uitzicht voor de eigenaren van de buitenplaats was gegarandeerd.
Heenemans weduwe verkocht in 1839 de buitenplaats aan Christoffel de Groot en Johanna Fitteree. Na nog enkele wisselingen van eigenaar kwam Zeerust in 1858 in bezit van Louis Baud en zijn echtgenote Wilhelmina Couperus.

### Nieuwbouw
In 1889 werd de Vliet verbreed vanwege het toegenomen scheepvaartverkeer. De langs liggende Vlietweg moest dus ook verplaatst worden en dat ging ten koste van de voortuin en de tuinkoepel van de buitenplaats. De tuinmanswoning en het herenhuis kwamen niet in gevaar, maar toch besloot eigenaar Peter Cramer om het herenhuis af te breken: mogelijk voldeed het oude huis toch al niet meer aan de woonwensen, of vond de eigenaar dat het huis nu te dicht bij de straat stond. In ieder geval werd nog in 1889 begonnen met de bouw van een nieuw herenhuis, verder van de straat vandaan. Het gehele complex werd overigens nog datzelfde jaar verkocht aan de familie Van der Pol.
In 1977 vond een verbouwing plaats. Het huis werd door de familie namelijk verhuurd aan een stichting voor begeleid wonen, waardoor het onder andere nodig was om zolderkamers, dakramen en een brandtrap te realiseren.

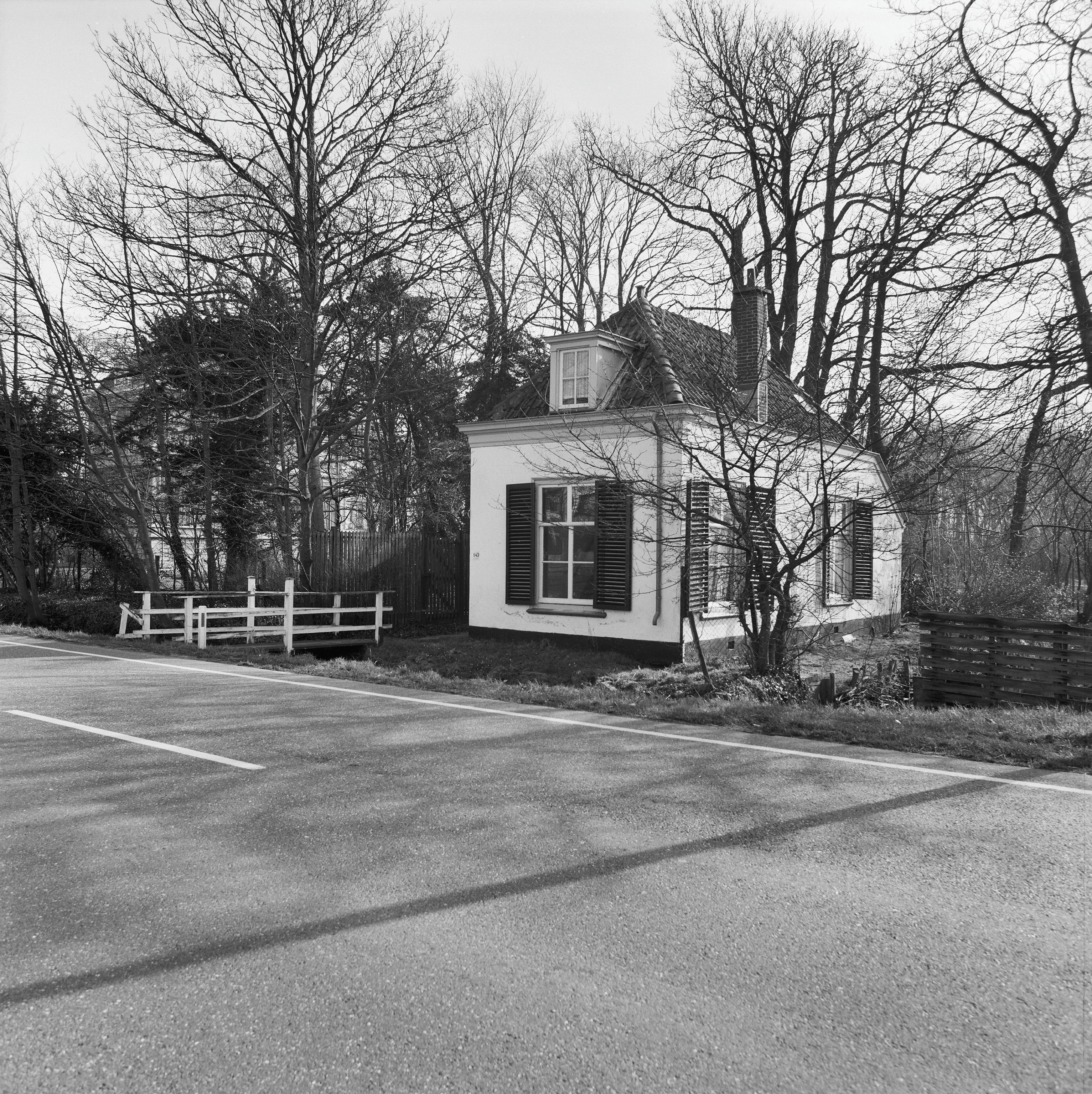
De tuinmanswoning

## Beschrijving
De oudste bebouwing was een boerderij met mogelijk een herenkamer. Op een kaart van 1615 is het perceel nog leeg, maar een landkaart van Cruquius uit 1712 toont een L-vormige boerderij met moestuinen, boomgaarden en een hooiberg. Het is daarom aannemelijk dat de boerderij is gebouwd in de 17e eeuw.
Tot 1938 lag Zeerust nog in Stompwijk. In dat jaar werd Stompwijk onderdeel van Leidschendam. In 2002 is dit deel van Leidschendam bij de gemeente Den Haag gevoegd.

### Het herenhuis in de 18e eeuw
De 17e-eeuwse boerderij is in de tweede helft van de 18e eeuw uitgebouwd tot een buitenplaats. Er werd een blokvormig classicistisch herenhuis gebouwd van drie bouwlagen hoog: een souterrain, een bel-etage en een verdieping, afgedekt door een schilddak. Het huis was witgepleisterd en oogde sober. Volgens de verkoopdocumenten uit 1798 bestond het complex ook nog uit een tuinkoepel, een stal, koetshuis en een tuinmanswoning. Rondom lagen moestuinen en boomgaarden; tevens waren er een fontein en een vijver.
In 1889 werden het herenhuis en de tuinkoepel afgebroken, maar de tuinmanswoning, het koetshuis en de vijver zijn bewaard gebleven. Wel is de tuinmanswoning in 1972 verbouwd en uitgebreid, terwijl het koetshuis in 1977 werd verbouwd en in 1991 werd uitgebreid met een recreatiezaal.

### Huidige bebouwing
Het huidige herenhuis dateert van 1889 en is gebouwd in neorenaissancestijl. De plattegrond is onregelmatig en heeft diverse verspringende bouwdelen. Het huis kent drie bouwlagen: een souterrain, een bel-etage en een verdieping. Ook is er een zolder onder het schilddak. De toegang van het huis bevindt zich aan de zijde van de Vliet. Een trap leidt naar het bordes waarboven een balkon aanwezig is. Aan de achterzijde van het huis zijn een veranda, serre en balkon. In het souterrain is de keuken gevestigd, voorzien van een goederenlift. De bel-etage bevat nog veel oorspronkelijke elementen, zoals lambriseringen, stucwerkplafonds en marmeren schouwen.
Het 18e-eeuwse parkbos met de grote vijver zijn behouden gebleven. In de zuidwesthoek van het park is tevens nog een kunstmatige heuvel aanwezig waarop ooit een prieel zal hebben gestaan dat uitzicht bood over de weilanden. Dit vrije uitzicht was in 1806 contractueel vastgelegd.
Het hoofdgebouw, de 18e-eeuwse tuinmanswoning, het 19e-eeuwse toegangshek en het park zijn sinds 1998 een rijksmonument.

### Tolzigt
Sommige bronnen gaan er van uit dat de buitenplaats Tolzigt de voorganger was van Zeerust. Rond 1700 zou op de plek van een boerderij langs de Vliet de buitenplaats Tolzigt zijn gesticht, waarna Jan Schrader eind 18e eeuw het oude huis Tolzigt heeft vervangen door een nieuw herenhuis met de naam Zeerust.
Archiefonderzoek heeft aangetoond dat Tolzigt en Zeerust twee aparte huizen waren. Tolzigt was in 1799 in eigendom van J. Haksteen, die het in dat jaar verkocht aan C. Canstein; het ging bovendien niet om een grote buitenplaats zoals Zeerust toen was, maar om een huis met een boomgaard.